# Maria Cosma
Maria Cosma är en rumänsk kanotist.
Hon tog bland annat VM-guld i K-1 500 meter i samband med sprintvärldsmästerskapen i kanotsport 1977 i Sofia.